# Tour de l'Avenir 1985
Le Tour de l'Avenir 1985, 23e édition de cette course cycliste française, a eu lieu du 3 au 16 septembre. Il a été remporté par le Colombien Martín Ramírez.

## Participation
Au départ de ce XXIIIe Tour de l'Avenir, se retrouve l'élite du cyclisme amateur, avec la redoutable équipe nationale soviétique et quelques équipes professionnelles, avec des coureurs en devenir.
17 formations de 7 coureurs chacune étaient au départ :
- 9 équipes nationales amateurs : Belgique (BEL), Colombie (COL), Danemark (DAN), France (FRA), Italie (ITA), Japon (JAP), Rép. fédérale d'Allemagne (RFA), Suisse (SUI), URSS (URS).
- 8 équipes professionnelles : Café de Colombia - Varta - Mavic (CDC), Fagor (FAG), Fangio - Mavic (FAN), La Vie claire - Wonder - Radar (LVC), Renault - Elf (REN), Reynolds - Papel Aluminio (REY), Seat - Orbea (ORB), Skala Gazelle (SKA).

Les journalistes sportifs s'attendent à trouver le vainqueur de ce tour dans les deux équipes rivales que sont les La Vie claire et les Renault.

## Déroulement de la course
Dès la victoire d'Edgar « El Condorito » Corredor, en finisseur devant la meute des sprinteurs, dans la 1re étape, les Colombiens d'épouvantails deviennent les favoris.
Dès la première étape de montagne, leur supériorité (surtout numérique qui leur permet d'épuiser la concurrence) éclate. Mais ils ne font pas de véritables écarts, puisqu'au matin du contre-la-montre de la 11e étape, Éric Salomon n'a que 6 secondes de retard sur le leader. Martín « El Negrito » Ramírez le repoussera dans cet exercice de soixante-trois secondes de plus.
Albert Bouvet s'interrogera, dans l'Équipe daté du 17 septembre 1985, sur cette démonstration de force des Colombiens ou sur la faiblesse des adversaires.

## Résultats et classements

### Étapes
| Étape    | Date         | Ville Départ             | Ville Arrivée            | km            | Vainqueur                | Maillot jaune    |
| -------- | ------------ | ------------------------ | ------------------------ | ------------- | ------------------------ | ---------------- |
| Prologue | 3 septembre  | Castelsarrasin           | Castelsarrasin           | 4,7           | Thierry Marie            | Thierry Marie    |
| Etape 1  | 4 septembre  | Castelsarrasin           | Valence d'Agen           | 138,5         | Edgar Corredor           | Thierry Marie    |
| Etape 2  | 5 septembre  | Valence d'Agen           | Cahors                   | 185,5         | Alexandre Zinoviev       | Thierry Marie    |
| Etape 3  | 6 septembre  | Cahors                   | Villefranche de Rouergue | 167           | Stéphane Guay            | Dominique Gaigne |
| Etape 4  | 7 septembre  | Villefranche de Rouergue | Cransac les Thermes      | 49,5 (CLM/Eq) | La Vie claire            | Benno Wiss       |
| Etape 5  | 8 septembre  | Cransac les Thermes      | Albi                     | 194,5         | Jean-Paul van Poppel     | Benno Wiss       |
| Etape 6  | 9 septembre  | Albi                     | Revel                    | 91            | Miguel Indurain          | Benno Wiss       |
| Etape 7  | 9 septembre  | Revel                    | Foix                     | 96            | Djamolidine Abdoujaparov | Benno Wiss       |
| Etape 8  | 10 septembre | Foix                     | Guzet Neige              | 142,5         | Antonio Agudelo          | Éric Salomon     |
| Etape 9  | 11 septembre | Saint Girons             | Super Bagnères           | 128,5         | Martín Ramírez           | Martín Ramírez   |
| Repos    | 12 septembre |                          |                          |               |                          |                  |
| Etape 10 | 13 septembre | Luchon                   | Lourdes                  | 122           | Charly Mottet            | Martín Ramírez   |
| Etape 11 | 14 septembre | Lourdes                  | Tarbes                   | 30 (CLM)      | Miguel Indurain          | Martín Ramírez   |
| Etape 12 | 15 septembre | Tarbes                   | Mauvezin                 | 167           | Charly Mottet            | Martín Ramírez   |
| Etape 13 | 16 septembre | Mauvezin                 | Plaisance du Touch       | 85            | Benno Wiss               | Martín Ramírez   |

### Classement général
| Rang   | Coureur               | Pays     | Équipe | -  | Temps          |
| ------ | --------------------- | -------- | ------ | -- | -------------- |
| 1.     | Martín Ramírez        | Colombie | CDC    | en | 43 h 47 min 03 |
| 2.     | Éric Salomon          | France   | LVC    | à  | 1 min 09       |
| 3.     | Samuel Cabrera        | Colombie | CDC    | à  | 1 min 32       |
| 4.     | Pedro Muñoz           | Espagne  | FAG    | à  | 2 min 34       |
| 5.     | Antonio Agudelo       | Colombie | CDC    | à  | 4 min 02       |
| 6.     | Bernard Richard       | France   | FRA    | à  | 6 min 29       |
| 7.     | Bruno Cornillet       | France   | LVC    | à  | 10 min 21      |
| 8.     | Daniel Amardeilh      | France   | FRA    | à  | 12 min 46      |
| 9.     | William Palacios      | Colombie | COL    | à  | 14 min 28      |
| -      | Jean-François Bernard | France   | LVC    | -  | m.t.           |
| ...43. | Charly Mottet         | France   | REN    | à  | 55 min 12      |
| ...47. | Erik Breukink         | Pays-Bas | SKA    | à  | 1 h 04 min 38  |
| ...50. | Miguel Indurain       | Espagne  | REY    | à  | 1 h 08 min 49  |
| ...62. | Bjarne Riis           | Danemark | DAN    | à  | 1 h 32 min 41  |

### Classements annexes
| Rang | Coureur                  | Équipe | Points |
| ---- | ------------------------ | ------ | ------ |
| 1.   | Alexandre Zinoviev       | URS    | 172    |
| 2.   | Stéphane Guay            | FRA    | 151    |
| 3.   | Djamolidine Abdoujaparov | URS    | 147    |
| 4.   | Frank Van De Vijver      | BEL    | 134    |
| 5.   | Daniel Amardeilh         | FRA    | 133    |

| Rang | Coureur               | Équipe | Points |
| ---- | --------------------- | ------ | ------ |
| 1.   | Samuel Cabrera        | CDC    | 258    |
| 2.   | Antonio Agudelo       | CDC    | 138    |
| 3.   | Martín Ramírez        | CDC    | 121    |
| 4.   | Éric Salomon          | LVC    | 120    |
| 5.   | Pedro Muñoz           | FAG    | 113    |
| 6.   | Jean-François Bernard | LVC    | 77     |
| 7.   | Charly Mottet         | REN    | 72     |
| 8.   | Juan-Carlos Castillo  | CDC    | 66     |
| 9.   | Abelardo Rondón       | COL    | 56     |
| 10.  | William Palacios      | COL    | 49     |

| Rang | Équipe                              | Temps             |
| ---- | ----------------------------------- | ----------------- |
| 1.   | Café de Colombia - Varta - Mavic    | 131 h 32 min 18 s |
| 2.   | La Vie claire - Wonder - Radar      | 131 h 45 min 40 s |
| 3.   | France (Équipe nationale amateur)   | 132 h 01 min 11 s |
| 4.   | Colombie (Équipe nationale amateur) | 132 h 15 min 15 s |
| 5.   | URSS (Équipe nationale amateur)     | 132 h 40 min 58 s |

| Rang | Coureur          | Equipe |
| ---- | ---------------- | ------ |
| 1.   | Bruno Cornillet  | LVC    |
| 2.   | William Palacios | COL    |
| 3.   | Luc Roosen       | BEL    |

Source : les quotidiens L'Équipe, Le Parisien libéré, Le Courrier picard des jours concernés.